# Michael Cusack (animador)
Michael Cusack é um animador, escritor, produtor, diretor, músico e dublador australiano. Ele é conhecido como o cocriador, coestrela e colíder da série animada do Adult Swim Smiling Friends (2022–presente), na qual dublou os personagens Pim, Allan e vários outros. Ele também é o criador da série animada do Adult Swim YOLO (2020–25) e da sitcom animada do Hulu Koala Man (2023).

## Carreira
Cusack se interessou por animação aos 20 anos e aprendeu sozinho o Adobe Flash usando tutoriais online. Ele enviou seu conteúdo para seu canal do YouTube e para sua conta no Newgrounds. Ele criou e interpretou Lucas, o Magnífico, uma paródia dos "neckbeards" do Novo Ateísmo, em vídeos live-action do YouTube e no Twitter, a partir de 2014; mais tarde, ele afirmou que o personagem o levou a conhecer e fazer amizade com o animador americano Zach Hadel, já que Lucas, o Magnífico, afirmou que queria que Hadel animasse a introdução do potencial programa Let's Play de Lucas. Eles começaram a colaborar online e, mais tarde, pessoalmente, quando Cusack viajou para encontrar Hadel em Burbank, Califórnia.
Cusack escreveu, dirigiu, animou, produziu e estrelou o episódio especial de Rick e Morty, Bushworld Adventures, uma paródia da série que foi ao ar no Adult Swim em 2018 como parte da tradição do Dia da Mentira da rede. O sucesso de Bushworld Adventures o levou a criar YOLO e Smiling Friends para a rede, este último ao lado de Hadel. Ele também dublou Knifey no videogame High on Life, Nugget no filme para televisão The Paloni Show Halloween Special e Mammon na série online Helluva Boss.